# Rastan
Rastan, conosciuto come Rastan Saga (ラスタンサーガ?, Rasutan Sāga) in Giappone, è un videogioco arcade di tipo hack and slash a piattaforme con scorrimento orizzontale, sviluppato e pubblicato nel 1987 dalla Taito. È basato sull'ambientazione fantasy, armi bianche e un protagonista ispirato a Conan il barbaro.
Ebbe delle conversioni per numerosi home computer e per le console Sega. Nel 2005 venne incluso emulato in Taito Legends, raccolta per PC, PlayStation 2 e Xbox.

## Trama
La storia parla di Rastan, che attualmente è un sovrano del suo regno e racconta il suo passato pieno di avventure pericolose e la sua eventuale ascesa al trono. Rastan, che a quel tempo era un barbaro furfante che ricorreva al banditismo e agli omicidi per sopravvivere ai tempi difficili, si imbatté in un'occasione per uccidere mostri e salvare il regno di Ceim dai suddetti mostri in cambio di ricche ricompense. Accettando l'accordo, Rastan deve combattere orde di nemici basati su creature mitiche come chimere e arpie. La ricerca di Rastan per liberare Ceim dai mostri alla fine porta a uno scontro con un grande drago rosso sputafuoco con poteri magici che gli consentono di controllare altri mostri. Rastan è stato in grado di sconfiggerlo dopo un duello e dopo aver ricevuto ricche ricompense come promesso, Rastan parte per trovare una nuova regione per stabilire il suo regno e governarlo.
Alla fine del gioco, il re Rastan anziano rivela che ci sono molte altre storie da raccontare sulla sua ascesa al trono e che l'intero gioco era solo una minuscola parte del suo racconto più grande.

## Modalità di gioco
Il protagonista è il barbaro Rastan, inizialmente armato di spadone a due mani, deve attraversare insidie lungo distese aperte bidimensionali popolate da varie creature di estrazione fantasy ispirate alla mitologia occidentale. Buona parte di esse sono eliminabili con un solo colpo.
I controlli consistono in un joystick a otto direzioni e due pulsanti, uno per attaccare e l'altro per saltare. Utilizzando il joystick in combinazione con uno dei due pulsanti, il giocatore può determinare l'altezza dei salti di Rastan, così come la direzione in cui oscilla la sua arma (anche verso il basso durante il salto). Il titolo utilizza un sistema di indicatori di salute insieme a vite limitate, anche se alcuni ostacoli (come cadere in uno specchio d'acqua o essere schiacciati da un soffitto a punte) uccideranno all'istante Rastan indipendentemente da quanta salute gli è rimasta.
Vi sono un totale di sei livelli, ognuno composto da tre aree: una scena all'aperto, una scena del castello e una sala del trono dove il giocatore deve affrontare e sconfiggere il boss.
Rastan può raccogliere qualsiasi oggetto toccandolo, così come nuove armi colpendole con quella attuale. Tutte le armi e i potenziamenti da lui scelti saranno equipaggiati solo per un periodo di tempo limitato, ad eccezione dell'anello, che gli rimarrà equipaggiato per tutta la sua vita attuale, anche se trasferito alla fase successiva. Quando Rastan raccoglie un oggetto equipaggiabile, apparirà un'icona nell'angolo in basso a destra dello schermo come indicatore dell'effetto dell'oggetto finché non si esaurisce. Il personaggio può impugnare solo un'arma alla volta (una mazza, un'ascia, una spada che lancia palle di fuoco o il suo spadone), così come un solo tipo di protettore (uno scudo, un mantello o un'armatura), ma altri oggetti (come la collana e l'anello) possono essere indossati contemporaneamente. Ci sono anche gioielli che danno punti bonus, così come bottiglie di pozioni che ripristinano parzialmente o riducono l'energia del giocatore a seconda del colore. Una rara testa di pecora dorata ripristina completamente la salute di Rastan.
Infine, se il giocatore attende molto tempo senza avanzare si viene attaccati da pipistrelli (due nella versione giapponese, otto in quella occidentale).

## Accoglienza
In Giappone, la rivista Game Machine elencò Rastan nel numero del 1º maggio 1987 come la seconda unità arcade a tavolino di maggior successo del mese.

## Serie
- Rastan Saga (1987)
- Rastan Saga II (1988)
- Warrior Blade: Rastan Saga Episode III (1991) dual screen

### Crossover
L'unica apparizione di Rastan al di fuori della sua serie è un crossover in Champion Wrestler, dove è un lottatore giocabile con il nome Miracle Rastan e ha origini contemporanee.

### Antologie
- TAITO Milestones 3 (2024) include l'itera saga, pubblicato da ININ Games, dal 10 dicembre.[5]